# 长梗刺果卫矛
长梗刺果卫矛（学名：Euonymus acanthocarpus var. laxus）为卫矛科卫矛属下的一个变种。